# Americabaetis mecistognathus
Americabaetis mecistognathus is een haft uit de familie Baetidae. De wetenschappelijke naam van de soort is voor het eerst geldig gepubliceerd in 2010 door Salles & Raimundi.
De soort komt voor in het Neotropisch gebied.